# Motore W8
Un motore W8 è un motore a pistoni a otto cilindri con due bancate di quattro cilindri ciascuna, disposte in una configurazione a W.
In pratica, il motore W8 viene creato da due motori angolari VR4 (15 gradi) montati con un angolo di 72 gradi l'uno dall'altro su un albero motore comune.
I motori W8 sono molto meno comuni dei motori V8 e l'unico motore W8 a raggiungere la produzione è stato prodotto dalla Volkswagen dal 2001 al 2004.

## Motore Volkswagen W8
L'unico motore W8 a raggiungere la produzione è stato il motore W8 del Gruppo Volkswagen, disponibile sulla Volkswagen Passat (B5) da settembre 2001 a settembre 2004. La produzione era minima, sole 11.000 unità.
Questo motore aveva una cilindrata di 4 litri, aveva una potenza nominale di picco di 202 kW (274 CV) a 6.000 giri/min e una coppia massima nominale di 370 Nm a 2.750 rpm. Le uscite di potenza e coppia erano inferiori rispetto ai motori V8 della concorrenza con capacità simile, tuttavia il motore W8 è stato elogiato per la sua scorrevolezza.
Le vendite dei modelli Passat con motore W8 furono scarse e la produzione fu interrotta quando la generazione successiva di Passat passò da un motore longitudinale a un layout del motore trasversale, il che rese difficile l'imballaggio del motore W8 largo. Il W8 è stato effettivamente sostituito dal motore a benzina VR6 da 3,6 litri Volkswagen.